# Jay Sean
Jay Sean (echte naam: Kamaljit Singh Jhooti) (Londen, 26 maart 1981) is een Britse r&b-zanger.

## Biografie

### Pre-carrière: 1981-2002
Jay Sean en zijn ouders zijn Sikhs afkomstig uit India, die eind vorige eeuw naar Groot-Brittannië emigreerden voor een betere toekomst. Hij liep school aan het Sir George Monoux College en studeerde geneeskunde aan Queen Mary, Universiteit van Londen. Voordat hij hiermee stopte, had hij een begin gemaakt aan zijn muzikale carrière door het nummer One Minute te maken voor Virgin Records, dat in handen viel van Rishi Rich. De artiestennaam Jay komt van zijn achternaam Jhooti en zijn bijnaam was Shaan, wat de vorm kreeg van Sean.

### Me Against Myself: 2003-2006
Sean verzekerde zich door een miljoen pond platencontract te sluiten met Virgin. Zijn eerste notering in de UK Singles Chart was de eerste single van zijn debuutalbum, een samenwerking met Rishi Rich and Juggy D in het nummer Dance with You (Nachna Tere Naal) dat een top twintig hit werd. De tweede single van zijn debuutalbum Me Against Myself kwam hoger, Eyes on You bereikte de zesde plek. De derde single Stolen, dat het nummer Chura Liya van Asha Bosle en Mohammed Rafi samplet, was zijn grootste single tot nu toe, door de vierde positie te bereiken. Het album werd door de kritieken geprezen en werd commercieel ook een succes, zowel in het Verenigd Koninkrijk als in Pakistan, India waar het ruim twee miljoen keer over de toonbank ging. Hij had een cameo-optreden in de film Kyaa Koll Hai Hum en zong daarvoor de soundtrack Dil Mera (One Night) in. Door het vele uitstel van zijn tweede album, besloot Sean Virgin te verlaten.

### My Own Way: 2007-2008
Na het vertrek, keerde Sean eind 2007 terug met de leadsingle Ride It van het album My Own Way, dat door de samenwerking van zijn eigen label Jayded en 2Point9 Records het licht zag. Met dit album ging de zanger nog meer de r&b-kant op en liet de muzikale Indiase invloeden los. Het album debuteerde op de zesde plek in de Britse albumlijst en doordat de tweede single Maybe net als diens voorganger de top twintig bereikte, kreeg Sean het voor elkaar dat hij vijf achtereenvolgende singles in de Britse toptiennoteringen heeft. Het leverde hem twee nominaties tijdens de MOBO Awards op.

### All or Nothing: 2008 tot heden
Tijdens de MOBO Awards 2008 maakte Sean bekend dat hij een contract met Cash Money had getekend, de platenmaatschappij van rapper Lil Wayne. De eerste single Down was dan ook een samenwerking met de rapper. Voor het Amerikaanse debuutalbum nam Sean nieuwe nummers op. Deze staan samen met enkele nummers van My Own Way op het album All or Nothing. Een ander nummer dat op beide albums staat is Ride It. In 2019 brak de Kosovaarse DJ Regard wereldwijd door met een remix van dit nummer.

## Discografie

### Albums
| Album met hitnotering(en) in de Vlaamse Ultratop 200 albums | Datum van verschijnen | Datum van binnenkomst | Hoogste positie | Aantal weken | Opmerkingen |
| ----------------------------------------------------------- | --------------------- | --------------------- | --------------- | ------------ | ----------- |
| Me against myself                                           | 22-11-2004            | -                     |                 |              |             |
| My own way                                                  | 12-05-2008            | -                     |                 |              |             |
| All or nothing                                              | 20-11-2009            | 06-03-2010            | 85              | 2            |             |
| Freeze time                                                 | 22-02-2011            | -                     |                 |              |             |

### Singles
| Single met eventuele hitnotering(en) in de Nederlandse Top 40 | Datum van verschijnen | Datum van binnenkomst | Hoogste positie | Aantal weken | Opmerkingen                                               |
| ------------------------------------------------------------- | --------------------- | --------------------- | --------------- | ------------ | --------------------------------------------------------- |
| Eyes on you                                                   | 2004                  | 26-02-2005            | 32              | 4            | met Rishi Rich Project / Nr. 18 in de Single Top 100      |
| Down                                                          | 2009                  | 26-12-2009            | 17              | 10           | met Lil Wayne / Nr. 31 in de Single Top 100 / Alarmschijf |
| Do you remember                                               | 2010                  | 03-04-2010            | tip3            | -            | met Sean Paul en Lil Jon                                  |
| Make my love go                                               | 2016                  | 19-03-2016            | 14              | 15           | met Sean Paul / Nr. 22 in de Single Top 100 / Alarmschijf |
| Thinking about you                                            | 2016                  | 03-12-2016            | 34              | 6            | met Hardwell / Nr. 64 in de Single Top 100                |

| Single met hitnotering(en) in de Vlaamse Ultratop 50 | Datum van verschijnen | Datum van binnenkomst | Hoogste positie | Aantal weken | Opmerkingen                                 |
| ---------------------------------------------------- | --------------------- | --------------------- | --------------- | ------------ | ------------------------------------------- |
| Down                                                 | 2009                  | 12-12-2009            | 32              | 10           | met Lil Wayne / Nr. 15 in de Radio 2 Top 30 |
| Do you remember                                      | 2010                  | 27-03-2010            | 22              | 7            | met Sean Paul en Lil Jon                    |
| 2012 (It ain't the end)                              | 2010                  | 02-10-2010            | tip22           | -            | met Nicki Minaj                             |
| Hit the lights                                       | 14-02-2011            | 16-04-2011            | tip19           | -            | met Lil Wayne                               |
| I'm all yours                                        | 04-06-2012            | 16-06-2012            | tip61*          |              | met Pitbull                                 |

### Overige singles
- 2003: Dance with you (Nachna tere naal)
- 2004: Stolen
- 2006: Push it up met Rishi Rich & Juggy D
- 2008: Ride it
- 2008: Maybe
- 2008: Stay
- 2008: Murder met Thara Prashad
- 2009: Tonight
- 2009: Written on her met Birdman
- 2009: Lush met Skepta

### Prijzen
- UK Asian Music Awards (AMAs)
- 2005: Beste Album (Me Against Myself)
- 2005: Beste Urban Act
- 2005: Beste Video (Stolen)
- 2008: Beste Video (Ride It)
- Channel U Best of British Awards
- 2007: DesiHits Artiest van het jaar Award
- 2008: MTV Russia Music Awards

## Filmografie
- Kyaa Kool Hai Hum, als zichzelf